# Häftmassa

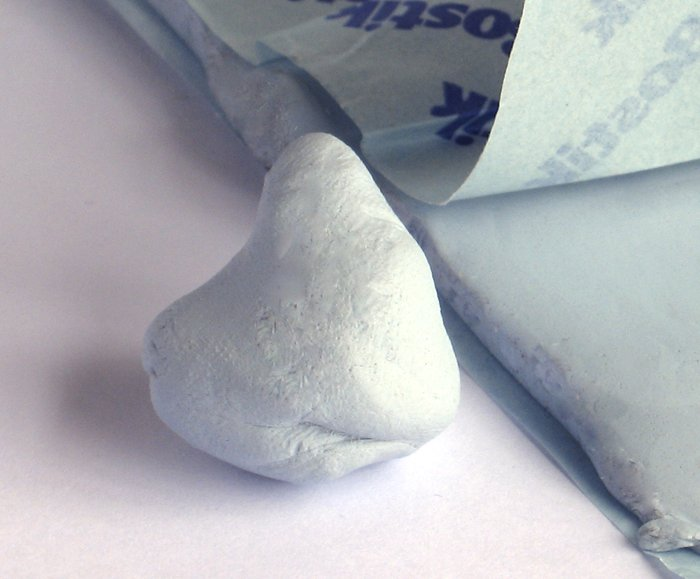
Häftmassa

Häftmassa eller kludd (samt ett antal dialektala ord) är en återanvändningsbar formbar massa som fungerar som ersättning för tejp, lim, häftstift och magneter. Vid användning delas och formas häftmassan ofta till små kulor och används främst för att fästa papper, affischer, vykort och andra tunna saker på väggar eller andra ytor. Häftmassa kan ge fläckar på papper som inte är bestruket eller plastat, såsom vissa tapeter. Häftmassa kan även användas till att ta bort smuts från exempelvis teckningar och hörlurar.
Det finns många regionala ord för häftmassa i Sverige, bland annat kletmassa, (blå-)kladd, gummigutta, kluddikludd och klibb. Bland finlandssvenskar förekommer ordet sinitarra, som är ett lånord från finskan.